# Sólyomkakukk

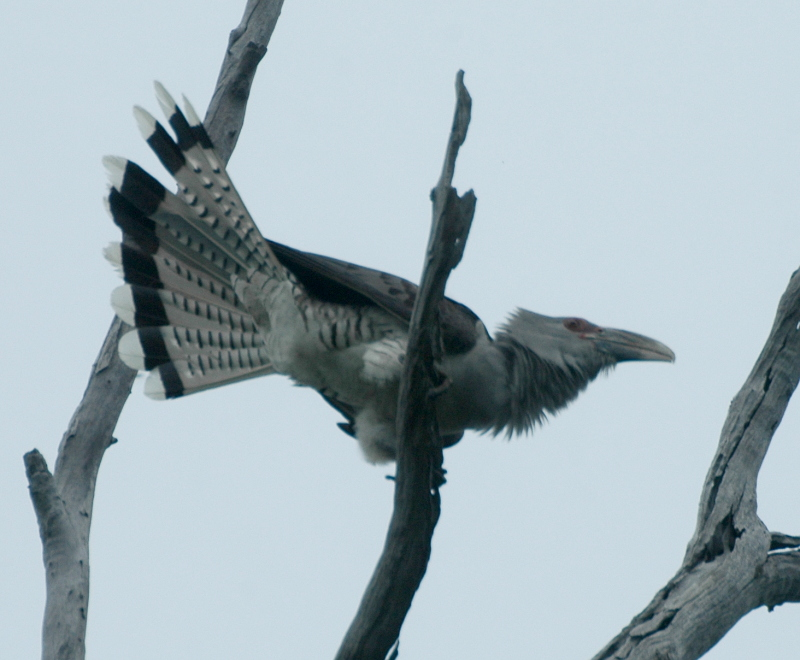

A sólyomkakukk (Scythrops novaehollandiae) a madarak osztályának kakukkalakúak (Cuculiformes) rendjébe, ezen belül a kakukkfélék (Cuculidae) családjába tartozó faj.

## Előfordulása
Ausztrália északi és keleti részén költenek. A telet Indonézia és Pápua Új-Guinea területén tölti. Kóborlásai során eljut Új-Kaledóniába és Új-Zélandra is.

## Alfajai
- Scythrops novaehollandiae novaehollandiae - Ausztrália északi és keleti része, Új-Guinea és a Maluku-szigetek
- Scythrops novaehollandiae fordi - Celebesz, a Banggai-szigetek
- Scythrops novaehollandiae schoddei - Bismarck-szigetek

## Megjelenése
Testhossza 65 centiméter. Nagy, erős csőrük, hosszú szárnyuk és farkuk van.

## Életmódja
Gyümölcsökkel, rovarokkal táplálkozik, de megeszi más madarak tojásait és fiókáit is.

## Szaporodása
Fészekparazita, egy-egy tojást rak a varjak, fuvolázómadarak és fojtógébicsek fészkébe.

## Külső hivatkozások
- Gportal.hu
- Képek az interneten a fajról
- Ibc.lynxeds.com - videó a fajról